# Purpurvinda
Purpurvinda (Ipomoea purpurea) är en ört i familjen vindeväxter, ursprungligen från tropiska Amerika. Arten introducerades i Europa  (Frankrike) 1629.
Ettårig klättrande, hårig ört, 2-3 m. Blad runda till äggrunda 4-18 cm långa och 3,5-16,5 cm breda. Blomställningar i bladvecken med 1-5 blommor. Foderblad brett lansettlika med kort spets. Kronan 4-6 cm, trattlik och kan vara röd, purpurröd eller purpurblå, oftast bleknande mot mitten och med mörka band. Fröna är giftiga.
Kan lätt förväxlas med kejsarvinda och blomman för dagen. Men kejsarvinda har smalt lansettlika foderblad med långt utdragen spets och ibland treflikiga blad och blomman för dagen saknar hår på stjälkar och blad.

## Sorter
- 'Grandpa Ott' - djupt purpurblå med röda mittlinjer, 5 cm i diameter.
- 'Kniola's Black' - djupt purpurblå med purpurröda mittlinjer.
- 'Milky Way' - blommorna är vita med fem blåvioletta fläckar.
- 'Purple Haze' - purpurviolett med rödaktig stjärnmarkering.
- 'Scarlet O'Hara' - blommor rent purpurrosa med vitt svalg.
- 'Star of Yelta' - blommor mörkt purpurblå med svartröda band, purpurrosa mynning och vitt svalg, 7 cm i diameter. Rikblommande.

## Odling
Sås tidigt på våren. Fröna sås direkt i stora krukor eftersom den ogillar omplantering och kan sluta växa. Kräver bästa möjliga ljus och en näringsrik jord som hålls jämnt fuktig. Näring varje vecka. Kan användas som utplanteringsväxt.

## Synonymer
- Convolvuloides leucosperma Moench, 1794
- Convolvuloides purpurea (L.) Moench, 1794
- Convolvulus glandulifer (Ruiz & Pav.) Spreng., 1824
- Convolvulus mutabilis Salisbury, 1796 nom illeg.
- Convolvulus purpureus L., 1762
- Ipomoea affinis M.Martens & Galeotti, 1845
- Ipomoea chanetii H. Léveillé
- Ipomoea discolor Jacq., 1798
- Ipomoea diversifolia Lindley, 1810 nom. illeg.
- Ipomoea glandulifera Ruiz & Pav., 1799
- Ipomoea hirsutula Jacq.f., 1813
- Ipomoea hispida Zuccagni, 1806
- Ipomoea intermedia Schultes, 1809
- Ipomoea mexicana A.Gray, 1878
- Ipomoea pilosissima M.Martens & Galeotti, 1845
- Ipomoea purpurea  var. diversifolia (Lindley) O'Donnell, 1953
- Ipomoea purpurea f. triloba Meisner, 1869
- Ipomoea zuccagnii Roem. & Schult., 1819 nom illeg.
- Pharbitis diversifolia Lindley, 1737
- Pharbitis hispida Choisy, 1834
- Pharbitis purpurea (L.) Voigt, 1845

## Bilder

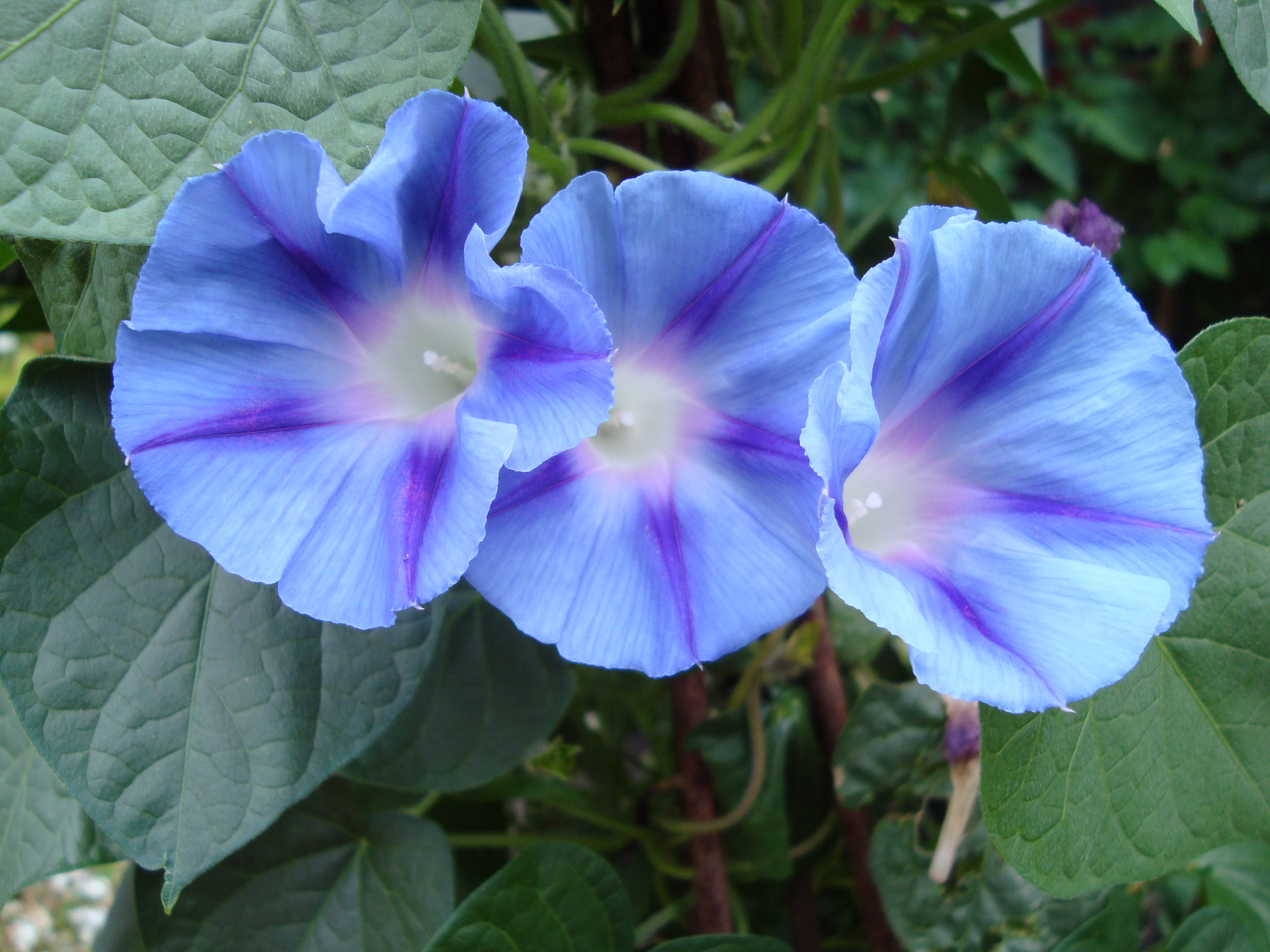
'Light Blue Star'
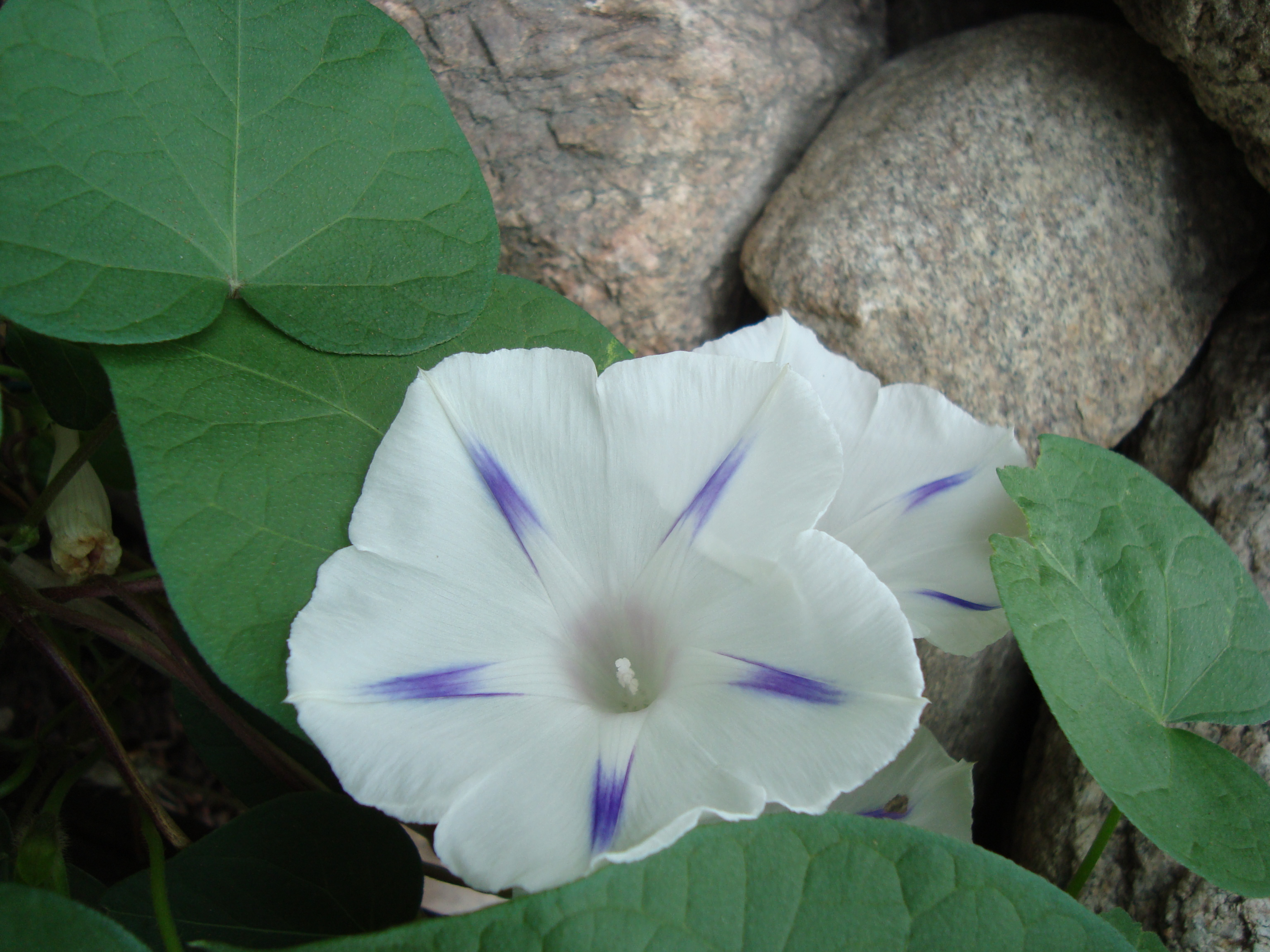
'Milky Way'
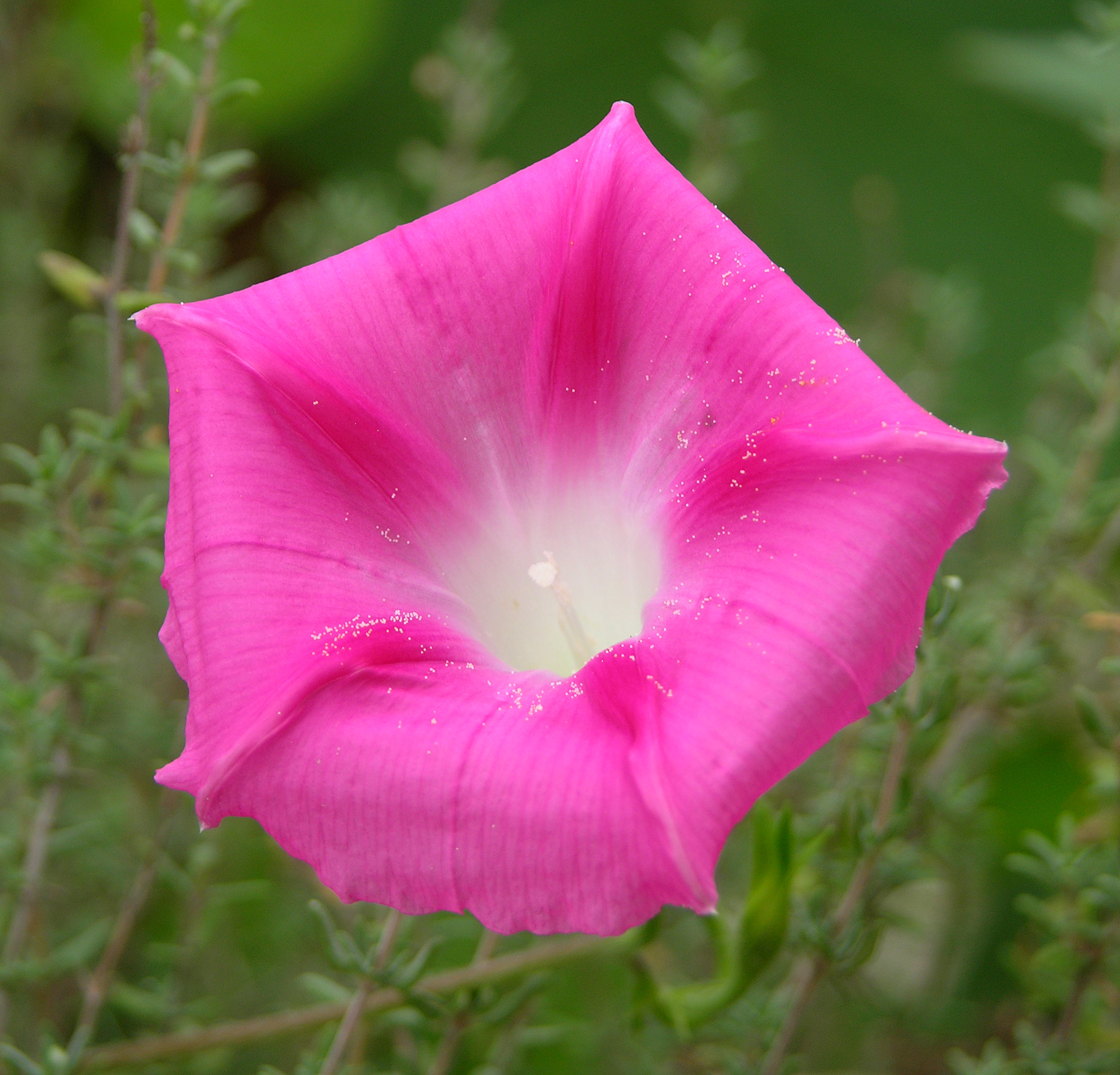
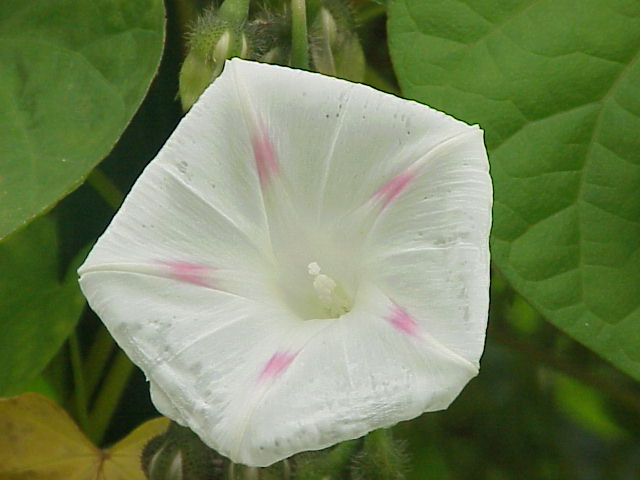
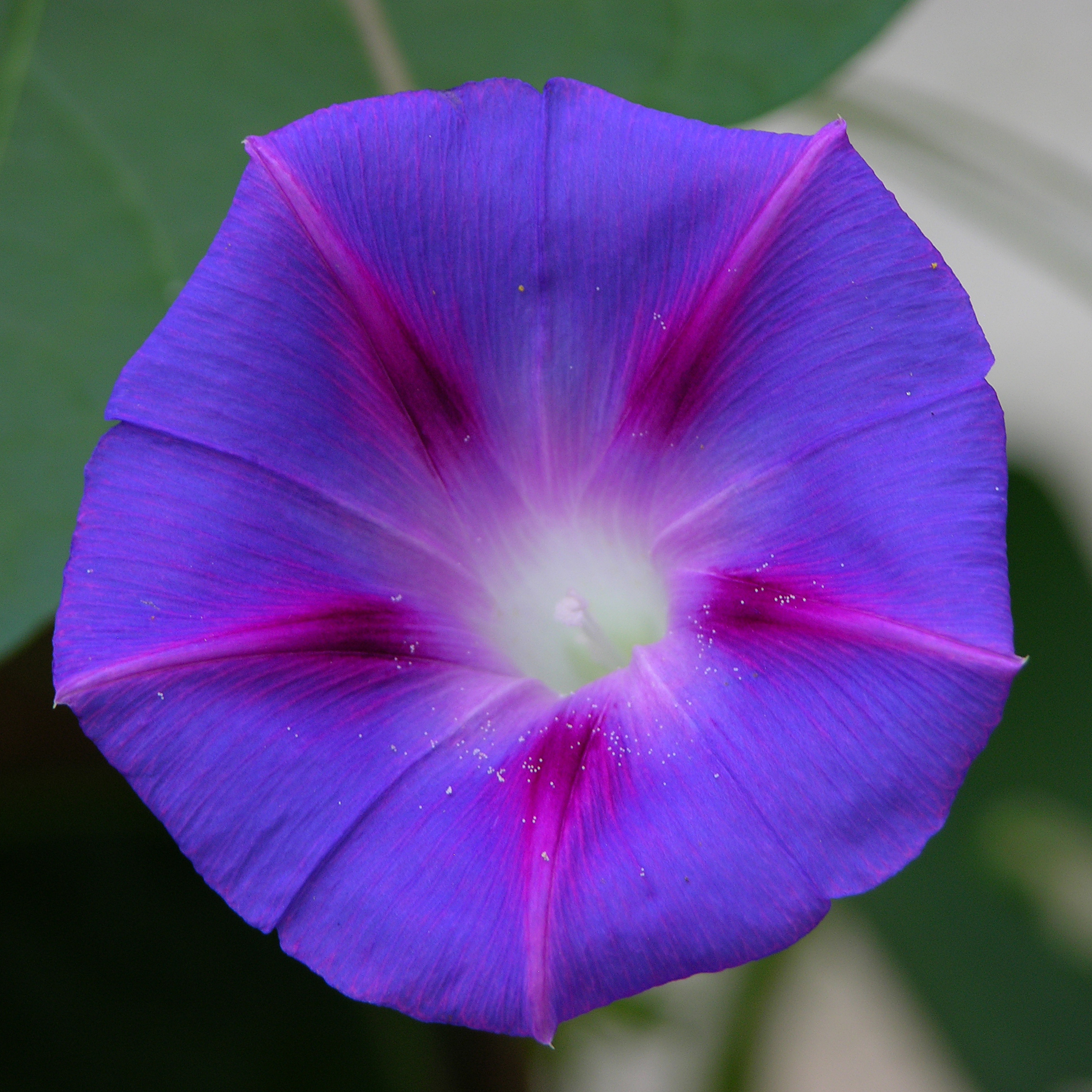

### Webbkällor
- Yoneda, (1998-2004) Plants and classification of genus Ipomoea